# Municipio de Cache (condado de Greene)
El municipio de Cache (en inglés: Cache Township) es un municipio ubicado en el condado de Greene en el estado estadounidense de Arkansas. En el año 2010 tenía una población de 1184 habitantes y una densidad poblacional de 19,05 personas por km².

## Geografía
El municipio de Cache se encuentra ubicado en las coordenadas 36°3′26″N 90°39′53″O / 36.05722, -90.66472. Según la Oficina del Censo de los Estados Unidos, el municipio tiene una superficie total de 62.14 km², de la cual 62,01 km² corresponden a tierra firme y (0,21 %) 0,13 km² es agua.

## Demografía
Según el censo de 2010, había 1184 personas residiendo en el municipio de Cache. La densidad de población era de 19,05 hab./km². De los 1184 habitantes, el municipio de Cache estaba compuesto por el 97,64 % blancos, el 0,08 % eran afroamericanos, el 0,84 % eran amerindios, el 0,08 % eran asiáticos, el 0,76 % eran de otras razas y el 0,59 % eran de una mezcla de razas. Del total de la población el 1,18 % eran hispanos o latinos de cualquier raza.